# Barbara Hale
Barbara Hale, född 18 april 1922 i DeKalb, Illinois, död 26 januari 2017 i Sherman Oaks, Kalifornien, var en amerikansk skådespelare. Hon är mest ihågkommen för rollen som sekreteraren Della Street i TV-serierna om Perry Mason (1957–1966 och senare 1985–1993).

## Biografi
Hale fick sina första filmroller 1943 efter att ha utbildats på Chicago Academy of Fine Arts. När skådespelaren Raymond Burr – som spelade Perry Mason under alla år – dog, fortsatte TV-bolaget att spela in fyra TV-filmer till 1993–1995 där en annan advokat tog över, men där Hale fortfarande spelade rollen som Della Street.
Hale nominerades två gånger till en Emmy (1959 och 1961) och hon vann priset 1959.
År 1946 gifte hon sig med skådespelaren Bill Williams (född Herman August Wilhelm Katt) och de fick tre barn tillsammans. Sonen William Katt är skådespelare och har bland annat spelat huvudrollen i TV-serien Titta han flyger och spelade dessutom privatdetektiven Paul Drake jr de tre första åren sedan Perry Mason gjort comeback 1985.

## Filmografi i urval
- 1943 – Världen runt med musik (Around the World)
- 1944 – Säg det med musik (Higher and Higher)
- 1944 – Falken reser västerut (The Falcon Out West)
- 1944 – Falken i Hollywood (The Falcon in Hollywood)
- 1946 – Högt spel (Lady Luck)
- 1948 – Pojken med gröna håret (The Boy with Green Hair)
- 1949 – Fönstret (The Window)
- 1949 – Sången är mitt liv (Jolson Sings Again)
- 1949 – Än lever storken (And Baby Makes Three)
- 1950 – Pappa i trotsåldern (The Jackpot)
- 1953 – Seminole (Seminole)
- 1953 – Den fruktade ligan (Lone Hand)
- 1955 – Bortom fjärran horisonter (The Far Horizons)
- 1956 – The Houston Story (The Houston Story)
- 1957 – Duell i Oklahoma (The Oklahoman)
- 1957–1966 – Perry Mason (TV-serie)
- 1970 – Airport – flygplatsen (Airport)
- 1978 – Den stora dagen (Big Wednesday)
- 1985–1993 – Perry Mason (TV-serie)